# 小蘭琴譜
《小蘭琴谱》，古琴谱。清代嘉庆十七年葉布撰辑。

## 版本介绍
中国音乐研究所藏本，尧峰抄本，谱内旁注甚多，且充满眉批和后跋，本谱都有体现。

## 琴谱内容
卷首为尧峰序，紧着着为《高山》、《云门》、《風雷》、《白雪》、《牧歌》、《神化引》等十三曲琴曲。無后跋。